# Kiểm soát súng
Kiểm soát súng (hoặc kiểm soát súng đạn, quy định về vũ khí)  là tập hợp các luật hoặc chính sách điều chỉnh việc sản xuất, bán, chuyển nhượng, sở hữu, sửa đổi hoặc sử dụng vũ khí của dân thường.
Hầu hết các quốc gia có chính sách hướng dẫn sử dụng súng hạn chế, chỉ có một số luật pháp được phân loại là cho phép. Các khu vực pháp lý quy định quyền truy cập vào vũ khí thường hạn chế quyền truy cập vào chỉ một số loại vũ khí nhất định và sau đó để hạn chế các loại người sẽ được cấp giấy phép để có quyền dùng súng. Ở một số quốc gia như Hoa Kỳ, việc kiểm soát súng có thể được luật hóa ở cấp liên bang hoặc cấp tiểu bang.

## Thuật ngữ và bối cảnh
Kiểm soát súng liên quan đến quy định trong nước về sản xuất vũ khí, thương mại, sở hữu, sử dụng và vận chuyển, liên quan đến các loại vũ khí đặc biệt với gọi là vũ khí hạng nhẹ (súng lục ổ quay và súng lục tự nạp đạn, súng trường và súng carbin, súng trường tấn công, súng tiểu liên và súng máy hạng nhẹ).
Việc sử dụng thuật ngữ kiểm soát súng đôi khi bị chính trị hóa. Thay vào đó, một số người ủng hộ luật pháp thích sử dụng các thuật ngữ như "phòng chống bạo lực do súng", "an toàn súng", "quy định về súng", "súng bất hợp pháp" hoặc "tội phạm sở hữu súng".